# La Fontanilla
La Fontanilla és una muntanya de 212 metres que es troba al municipi del Vendrell, a la comarca del Baix Penedès.